# Sempre Livre Mix: Titãs & Paralamas Juntos ao Vivo
Sempre Livre Mix - Titãs & Paralamas Juntos ao Vivo é um álbum ao vivo gravado pelos Titãs e pelos Paralamas do Sucesso e lançado em novembro de 1999. Marca a segunda ocasião onde as duas bandas tocam juntos; a primeira havia sido na edição de 1992 do Hollywood Rock).
O álbum foi gravado em meio a uma turnê homônima que levou as duas bandas para diversas cidades do Brasil (a saber, Rio de Janeiro, Londrina, Porto Alegre, Sorocaba, Araras, Goiânia, Salvador, Brasília, Campinas, Vitória, Aracaju, Curitiba e São Paulo).
A série de apresentações, com um custo estimado de R$ 300 mil para cada show, foi idealizada pela Ajom Produções e marcaria o início do projeto Sempre Livre Mix, que tinha como objetivo criar atrações anuais para o público jovem, mas que acabou não indo além dessa turnê.
A primeira apresentação aconteceu em 15 de maio. Na época em que a turnê foi anunciada, estavam previstas participações de cantoras notórias do rock brasileiro como Fernanda Takai (Pato Fu), Paula Toller (Kid Abelha), Cássia Eller e Rita Lee. Durante a turnê, cada banda se apresentava sozinha por 50 minutos e depois tocavam juntas por mais 40 minutos com duas baterias, dois baixos, duas seções de metais e duas percussões.

## Faixas
| N.º            | Título                         | Compositor(es)                                                 | Vocais principais     | Duração |  |
| 1.             | "Lanterna dos Afogados"        | Herbert Vianna                                                 | Herbert               | 5:47    |  |
| 2.             | "Nem 5 Minutos Guardados"      | Sérgio Britto, Marcelo Fromer                                  | Sérgio                | 4:38    |  |
| 3.             | "O Beco"                       | Bi Ribeiro, Herbert                                            | Herbert, Paulo Miklos | 2:58    |  |
| 4.             | "Diversão"                     | Sérgio, Nando Reis                                             | Paulo, Herbert        | 4:13    |  |
| 5.             | "Ska"                          | Herbert                                                        | Herbert, Paulo        | 2:23    |  |
| 6.             | "Lugar Nenhum"                 | Arnaldo Antunes, Charles Gavin, Marcelo, Sérgio, Tony Bellotto | Branco Mello, Herbert | 4:52    |  |
| 7.             | "Pólvora"                      | Herbert                                                        | Herbert, Branco       | 3:27    |  |
| 8.             | "Comida"                       | Arnaldo, Marcelo, Sérgio                                       | Paulo, Herbert        | 3:21    |  |
| 9.             | "Entrevista Titãs e Paralamas" |                                                                |                       | 8:58    |  |
| 10.            | "Jingle Sempre Livre"          |                                                                |                       | 0:30    |  |
| Duração total: | Duração total:                 | Duração total:                                                 | Duração total:        | 41:07   |  |

## Créditos
Com informações do encarte:

### Titãs e Os Paralamas do Sucesso
- Branco Mello - vocais
- Herbert Vianna - vocais e guitarra
- Sérgio Britto - vocais e teclados
- Paulo Miklos - vocais, gaita
- Marcelo Fromer - guitarra
- Tony Bellotto - guitarra
- Nando Reis - baixo
- Bi Ribeiro - baixo
- Charles Gavin - bateria
- João Barone - bateria

### Músicos de apoio
Titãs
- Eduardo Morelenbaum - saxofone e teclados
- Henrique Band - saxofone e flauta
- Elias Correa - trombone
- Paulo Mendonça - trompete
- Ricardo Imperatore - percussão

Os Paralamas do Sucesso
- João Fera - teclados
- Biduú Cordeiro - trombone
- Demétrio Bezerra - trompete
- Monteiro Jr. - saxofone
- Eduardo Lyra - percussão

### Pessoal técnico
- Ajom Produções - direção geral e realização
- Léo Garrido - produção musical, técnico de gravação, membro da equipe técnica dos Paralamas
- Vinícius Sá - técnico de gravação
- Victor Farias - técnico de mixagem
- Carlos Freitas e Flávia Toyama - técnicos de masterização
- Theo Mares e Jorge Guerreiro - assistentes de estúdio
- Pedro Ribeiro, Alexandre Santos, Marcos Olívio, Helder Vianna, Alejandro Bertoli, Alexndre Saieg, Jorge Carvalho, Orbílio Rosa - equipe técnica dos Paralamas
- Vera Franco, João Libarino, Júlio Correa, Sérgio Molina, Sombra Jones, Viça, Lauro Silva, Marcelo Tição - equipe técnica dos Titãs